# Haplostylus parvus
Haplostylus parvus är en kräftdjursart som först beskrevs av Hansen 1910.  Haplostylus parvus ingår i släktet Haplostylus och familjen Mysidae. Inga underarter finns listade i Catalogue of Life.